# Johan Brouwer
Johan Brouwer (Delfshaven, 31 mei 1898 – Haarlem, 1 juli 1943) was een Nederlandse hispanist, auteur, veroordeeld bankovervaller en moordenaar, actief als verzetsstrijder tijdens de Tweede Wereldoorlog.

## Leven
Brouwer werd geboren in Delfshaven en bezocht het Christelijk Gymnasium te Rotterdam. Als student bracht zijn levenswijze hem in chronisch geldgebrek, wat er toe leidde dat hij en zijn broer een bankoverval pleegden. Niet dit gegeven, maar de moord in 1921 op een bekende die ervan wist en hen vervolgens met dit feit bleef chanteren, leidde tot een lang onderbroken studietijd. Hij werd veroordeeld voor de moord en zat tussen 1922 en 1928 een gevangenisstraf uit. . Hierna hervatte hij zijn studie Romaanse Talen en studeerde hij cum laude af in de Spaanse letterkunde, in 1930 aan de Universiteit van Groningen. Slechts een jaar later promoveerde hij met een proefschrift over de Spaanse mystiek.
Na zijn studie verhuisde hij met zijn vrouw, Betteke Kluyver (1897-1987), een dochter van de Groningse hoogleraar Nederlands Albert Kluyver (1858-1938), naar Den Haag, waar hij doceerde op verschillende scholen. Hij maakte studiereizen naar Spanje en Portugal, publiceerde vele wetenschappelijke werken over de Spaanse letterkunde, vertaalde Spaanse literatuur uit het verleden en schreef een aantal leerboeken Spaans. Hij werd in de jaren dertig zelf katholiek. Door zijn reizen naar Spanje en het meemaken van de Spaanse Burgeroorlog, waarin hij duidelijk koos voor de Republikeinen die tegen Franco vochten, werd hij zich bewust van de oorlogsdreiging en gaf hij waarschuwende lezingen in Nederland over het gevaar van non-interventie.
In 1941 werd in Amsterdam de lector Spaans aan de Universiteit van Amsterdam, Dr. J. A. van Praag, ontslagen omdat hij joods was. Brouwer werd tot zijn opvolger benoemd op 14 februari 1941. De Nationaal-Socialistische Beweging (NSB) ontketende een hetze tegen hem en verspreidde een strooibiljet waarop onthullingen over zijn verleden en veroordeling stonden. Daarop werd hij door de toenmalige Amsterdamse burgemeester Voûte geschorst op 12 maart 1941. Brouwer vroeg meteen ontslag aan en wijdde zich daarna hoofdzakelijk nog aan illegaal werk.

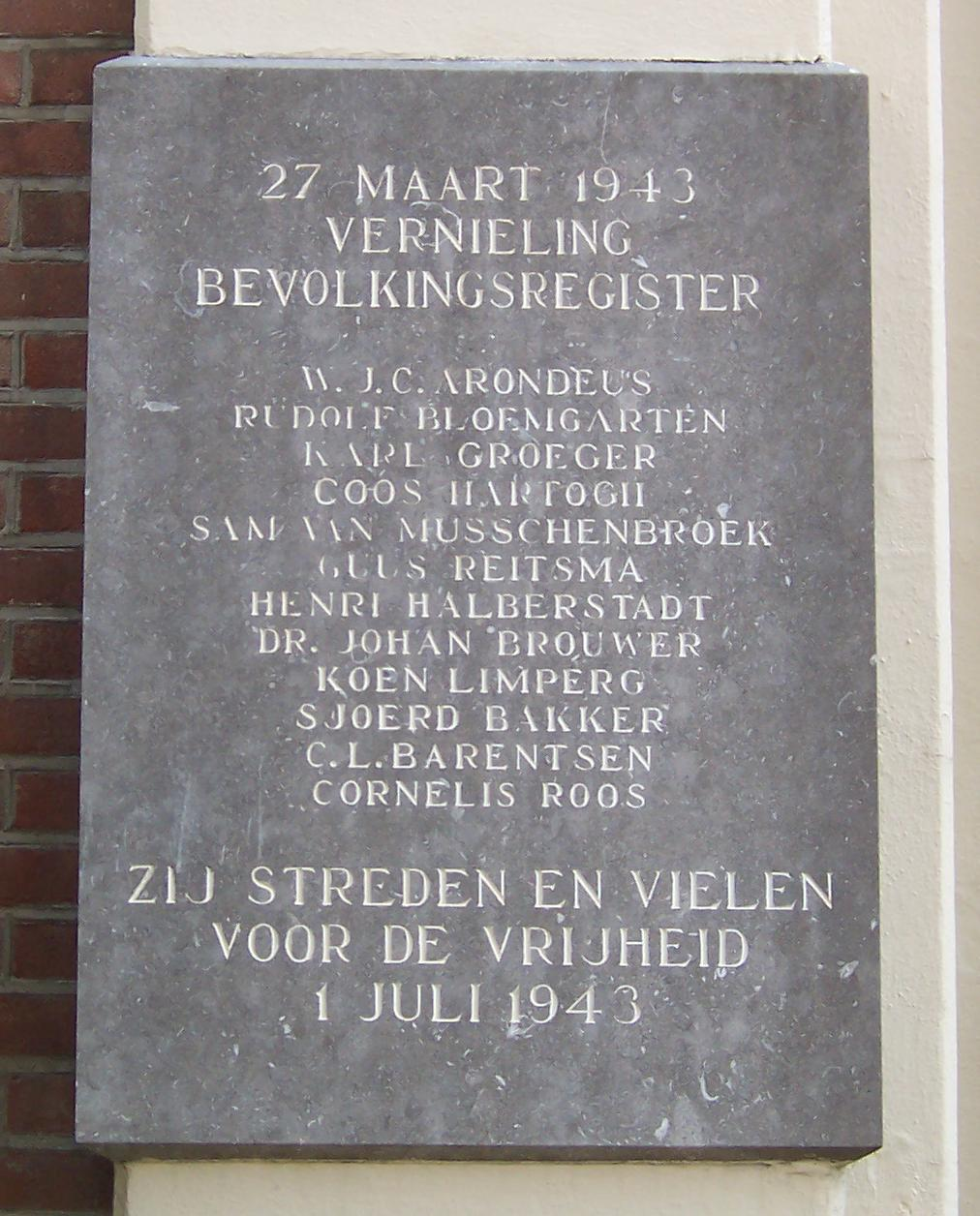
Herdenkingssteen voor de deelnemers aan de aanslag op het bevolkingsregister in Amsterdam

Hij nam op 27 maart 1943 deel aan de aanslag op het bevolkingsregister aan de Plantage Middenlaan te Amsterdam. Onder leiding van Gerrit van der Veen en samen met Rudi Bloemgarten, Willem Arondeus, Sam van Musschenbroek, Coos Hartogh, Henri Halberstadt, Karl Gröger, Guus Reitsma, Koen Limperg, Sjoerd Bakker, Cornelis Leendert Barentsen en Cornelis Roos drong hij vermomd als politieman het gebouw binnen en blies het met explosieven op.
Binnen een week na de aanslag werden Brouwer en een aantal andere leden van de groep gearresteerd. Hij werd geëxecuteerd in juli 1943. In september 1945 is zijn stoffelijk overschot op de Eerebegraafplaats Bloemendaal bijgezet. Op initiatief van zijn weduwe werd in 1956 een gedenkraam geplaatst in de Nicolaïkerk in Utrecht, gemaakt door ds. Piet Kok.

## Werken

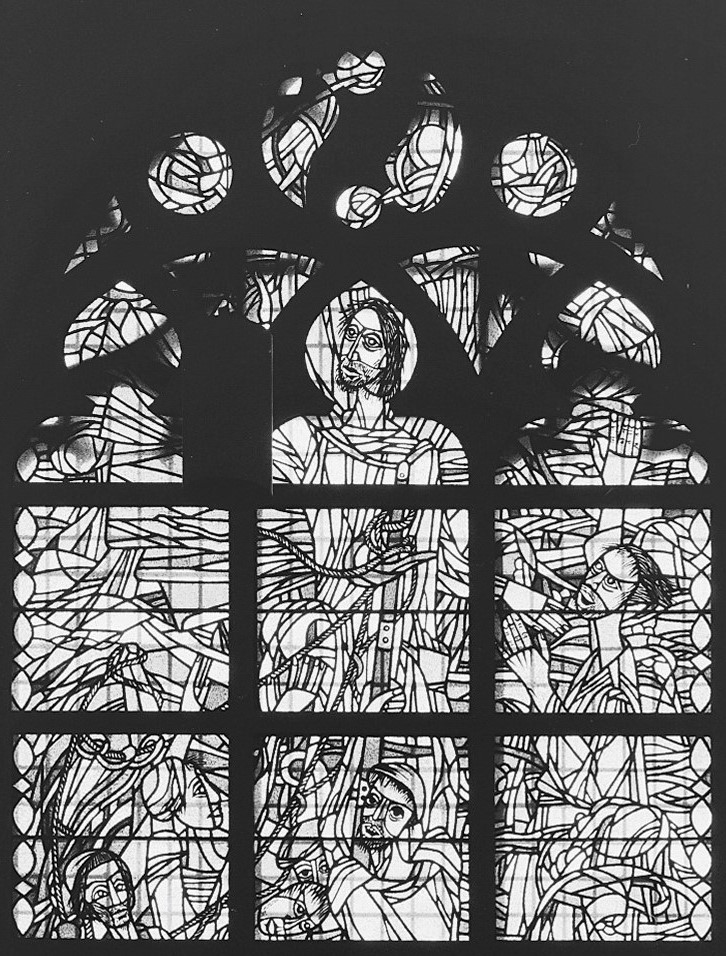
Detail gedenkraam in Utrecht

- 1919 De treffelijke historie van Daphnis ende Chloé / Longos ; vert. [naar de Fransche vert. van Amyox [i.e. Amyot] uit het Grieksch] door J. Brouwer, Wereldbibliotheek reeks nr. 380
- 1931 De psychologie der Spaansche mystiek. Academisch proefschrift. Amsterdam: H.J. Paris
- 1932 Vandaag geen spreekuur. (onder de naam Johannes Geerlinck) Amsterdam: Meulenhoff
- 1932 De Renaissance in Spanje (met G.J. Geers). Zutphen: Thieme
- 1933 Spaansche reis- en krijgsjournalen uit de Gouden Eeuw. Rede. Groningen: Noordhoff
- 1933 Hernán Cortés en Monteczuma. Zutphen: Thieme
- 1933 Kronieken van Spaansche soldaten uit het begin van den tachtigjarigen oorlog. Zutphen: Thieme
- 1935 Een Spaansch schetsboek. Vijftig oefeningen enz. Zutphen: Thieme
- 1935-1938 Nederlands-Spaans en Spaans-Nederlands Woordenboek (met M. Greevink), 2 delen. Zutphen: Thieme
- 1936 De achtergrond der Spaansche mystiek. Zutphen: Thieme
- 1937 De Spaansche burgeroorlog. Hilversum: Brand
- 1938 Spraakkunst van het hedendaagse Spaans. 2 dln. Zutphen: Thieme
- 1939 De Onoverwinnelijke Vloot. Amsterdam: Van Kampen (Patria XIII).
- 1939 Spaansche aspecten en perspectieven. Rotterdam: Nijgh & Van Ditmar
- 1939 De schatten van Medina-Sidonia (onder de naam Maarten van de Moer). Zutphen: Thieme (later uitgebracht als In de schaduw van de dood)
- 1940 De verzonken zilvervloot van Vigo. Zutphen: Thieme
- 1940 Geestelijke verwarring. Den Haag: Leopold (Bibliotheek voor weten en denken I).
- 1940 Hedendaags Spaans. Leesboek enz., 2 delen. Zutphen: Thieme
- 1940 Johanna de Waanzinnige. Amsterdam: Meulenhoff (Historie & Memoiren).
- 1941 Philips Willem. De Spaansche Prins van Oranje. Naar een oud Spaansch handschrift. Zutphen: Thieme (historische briefroman)
- 1942 Montigny. Amsterdam: Meulenhoff
- 1942 Vandaag geen spreekuur, onder de naam Johannes Geerlinck
- 1948 Vijf legenden
- 1947 De treffelijke historie van Daphnis ende Chloé / Longos ; vert. [naar de Fransche vert. van Amyox [i.e. Amyot] uit het Grieksch] door J. Brouwer
  - Uitgeverij F.G. Kroonder te Bussum, verlucht met vier teekeningen van C. A. B. Bantzinger, Gezet uit de Bembo-letter en gedrukt bij G.J. Thieme te Nijmegen, op getint oud-Hollandsch papier van G. Schut te Heelsum, typografie: Johan H. van Eikeren, de oplaag was 1000 genummerde exemplaren. Deze uitgaaf is een herdruk van een uitgave van de Wereldbibliotheek-uitgave uit 1919.
- 1956-57 Verzameld Werk. Amsterdam: G.A. van Oorschot

## Vertalingen
- 1931 Ed. Zamacois, Levend doode. Leiden: Leidsche Uitg. Mij.
- 1932 Idem, Met spade en dolk. Ibidem.
- 1933 José Ortega y Gasset, De opstand der horden. Den Haag: Leopold
- 1935 Idem, Bespiegelingen over leven en liefde. Den Haag: Leopold
- 1936 Ag. Ribeiro, De man die den duivel doodde. Zutphen: Thieme
- 1937 José Ortega y Gasset, Het gezichtspunt in de kunsten. Den Haag: Leopold (De Vrije Bladen XIV, no. 6).
- 1938 Ant. Ruiz Vilaplana, Ik verklaar onder eede [Doy fe]. Brussel/Rotterdam.
- 1939 Greg. Lopez y Fuentes, El Indio. Den Haag: Kruseman
- 1939 Antoine de Saint-Exupéry, Het rijk der menschen. Den Haag: Boucher
- 1939 Ferdinand Lot, De Germaansche invasies. De versmelting van de Barbaarsche en Romeinsche wereld. Den Haag: Boucher